# Bebiaïevo
Bebiaïevo (en russe : Бебя́ево) est un hameau de Russie dans le raïon d'Arzamas de l'oblast de Nijni Novgorod, siège administratif du conseil rural du même nom.
Le village se trouve sur la rive gauche de la rivière Tiocha.

## Population
- 2002: 1595 habitants
- 2010: 1585 habitants

## Bebiaïevo aujourd'hui
Il existe plusieurs installations touristiques à l'exploitation de gypse de Pechelan à laquelle on accède par un chemin de fer à voie étroite. L'installation Dekor-1 comprend le musée de la mine, de la géologie et de la spéléologie dans le village même (huit salles d'une superficie totale de 3000 m², situées dans une mine existante à une profondeur de 70 mètres), l'exposition « Gisement de minerai », consacrée à l'origine des roches et au développement de l'industrie minière. Il existe aussi le « Jurassic Parc » avec des figures grandeur nature de dinosaures  et le zoo «Safari».
Le village dispose d'un bureau de la Poste de Russie (code 607264).
L'usine StoraEnso de Bebiaïevo est une entreprise importante de la région.

## Galerie

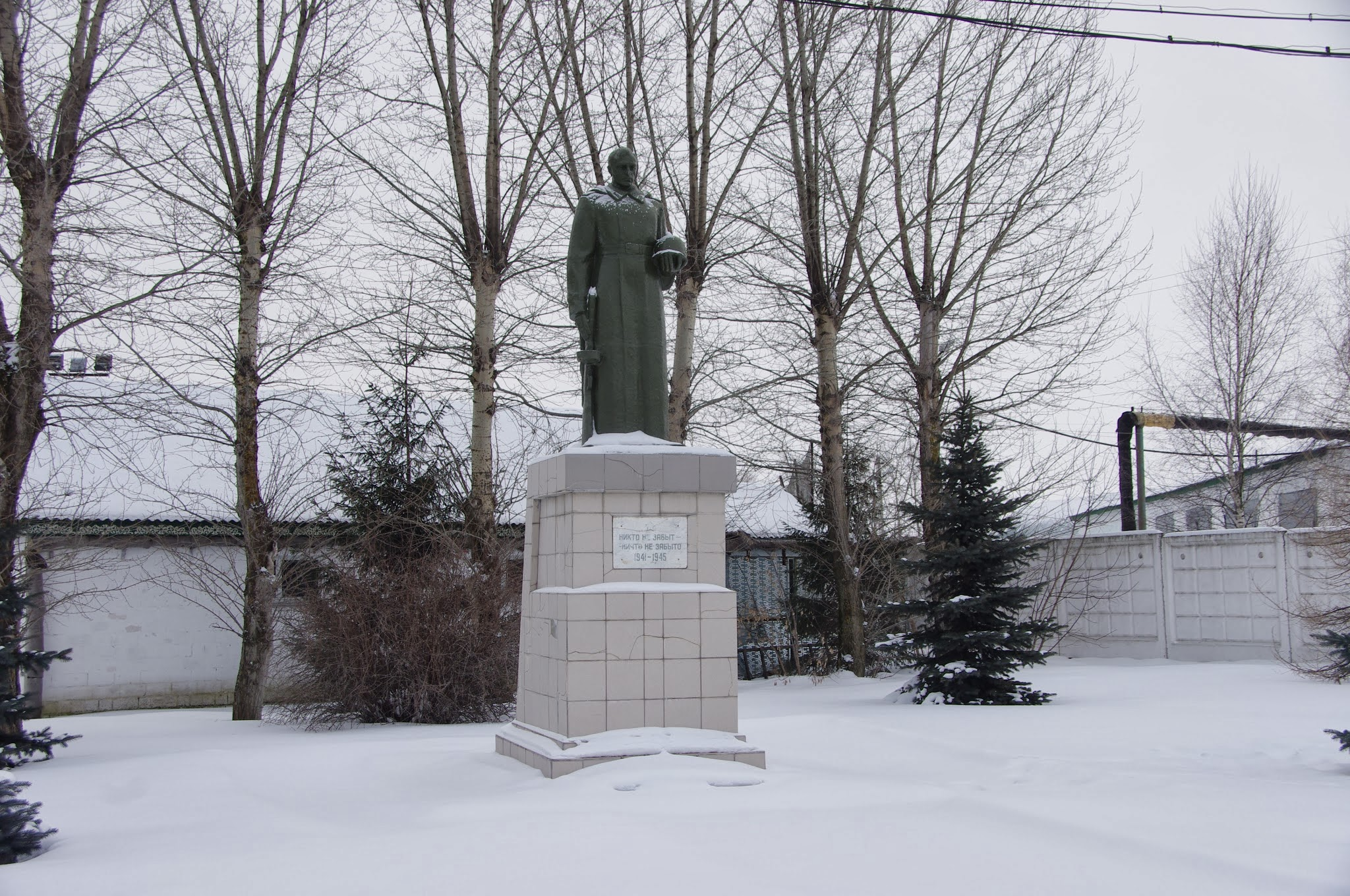
Monument aux morts de la Grande Guerre patriotique
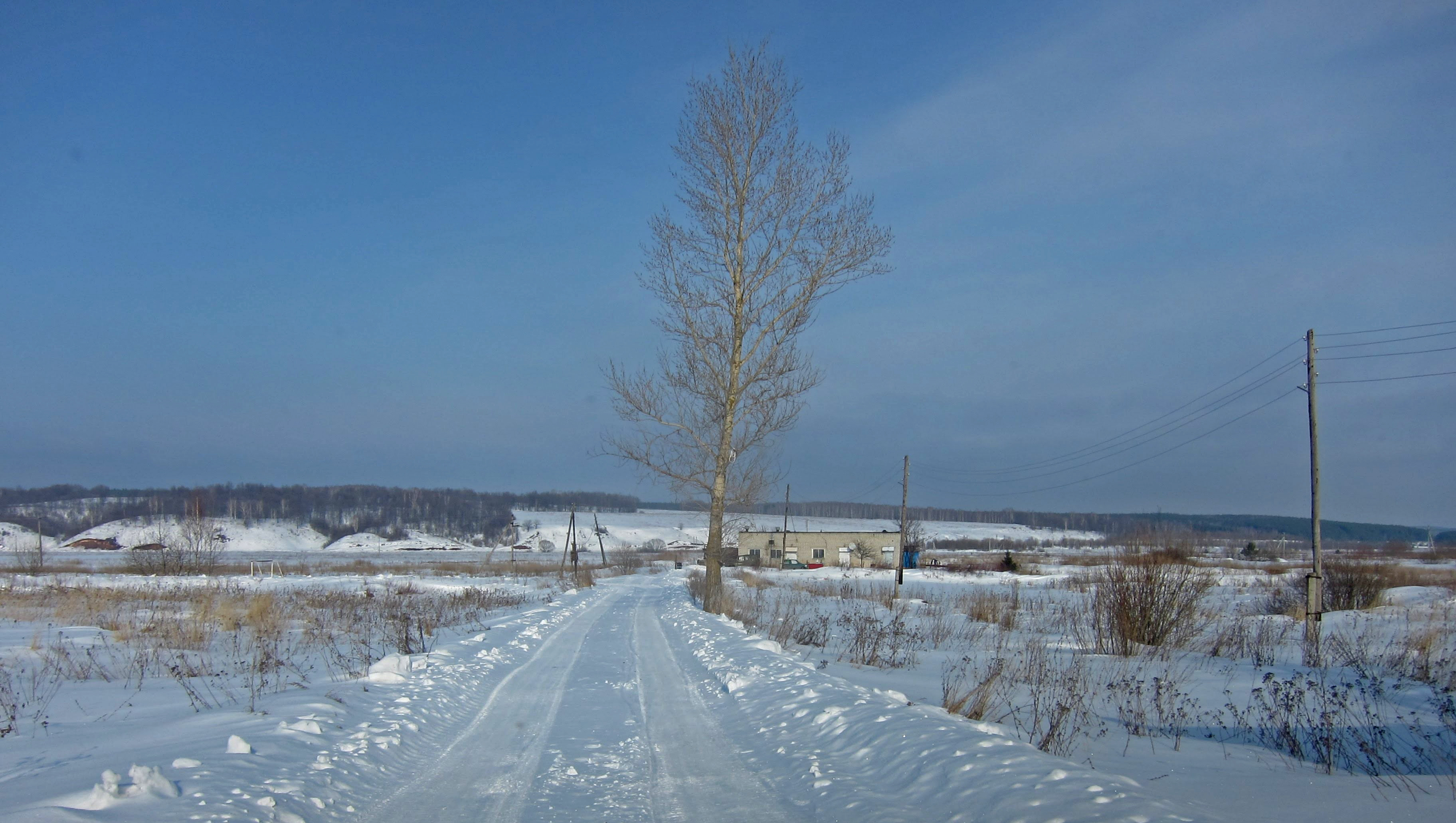
Paysage enneigé
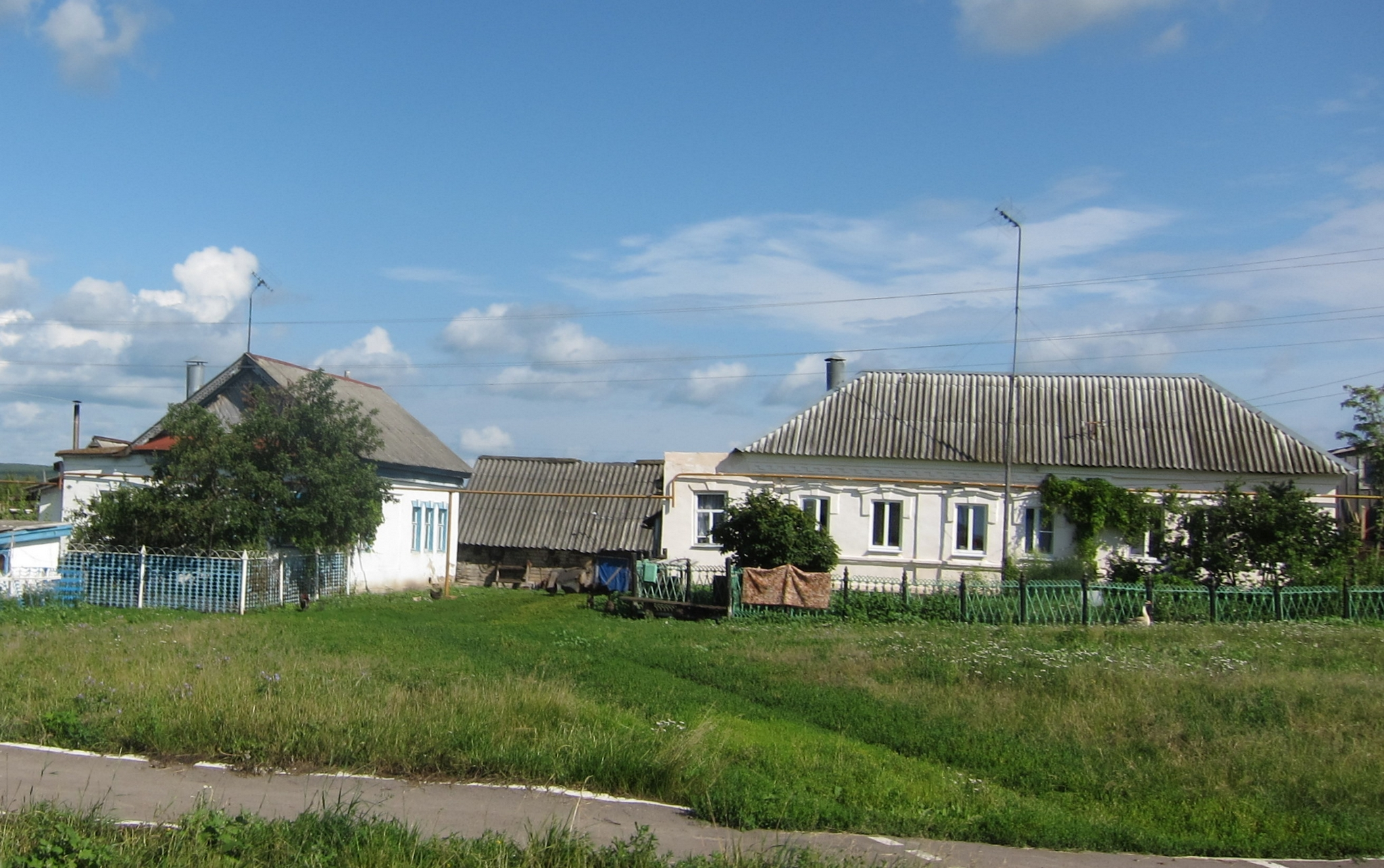
Maisons du village
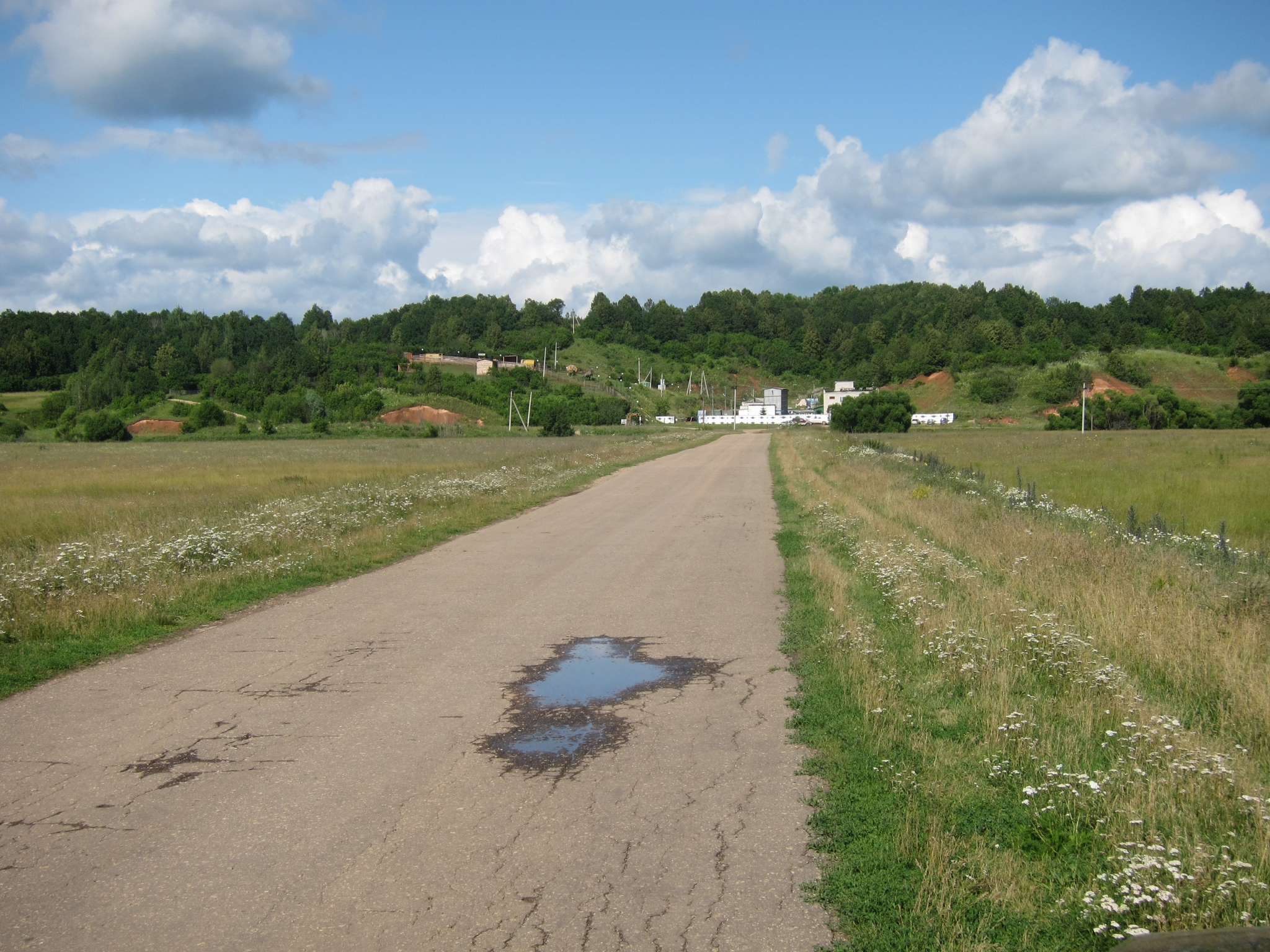
Route vers la mine de gypse